# Jacqueline Cantrelle
Jacqueline Georgette Cantrelle, née le 23 septembre 1925 dans le 10e arrondissement de Paris et morte le 10 octobre 1994 à Saint-Laurent-du-Var, est une actrice française.

## Biographie
Fille du violoniste et chef d'orchestre William Cantrelle (1888-1956) et de la comédienne Marianne Cantrelle (1900-1972), et petite-fille de l'artiste lyrique et actrice Bleuette Bernon (1878-1937), Jacqueline Cantrelle débute à l'écran à l'âge de 5 ans dans un court-métrage de Roger Lion.
Après une courte carrière tant au théâtre qu'au cinéma, elle met un terme à son métier de comédienne après son mariage en 1955. Elle avait alors 30 ans.

## Filmographie
- 1930 : Eau, gaz et amour à tous les étages, court-métrage de Roger Lion
- 1947 : Les Maris de Léontine, de René Le Hénaff
- 1950 : La vie est un jeu, de Raymond Leboursier
- 1951 : Casque d'Or, de Jacques Becker : une noceuse à l"Ange Gabriel"
- 1952 : La Minute de vérité, de Jean Delannoy
- 1955 : Lola Montès, de Max Ophüls

## Théâtre
- 1942 (4 juillet): Les jours heureux, de Claude-André Puget à la Salle Don Bosco
- 1943 (1er septembre) : Monsieur de Falindor de Georges Manoir et André Verhylle au Théâtre Monceau
- 1955 (11 novembre) : Le Système Ribadier, de Georges Feydeau